# ورزش زنان
ورزش زنان شامل همه مسابقات خاص زنان چه در شکل حرفه‌ای، آماتور یا ورزش همگانی در تمام رشته‌های ورزشی می‌شود. مشارکت زنان در ورزش درقرن بیستم میلادی، به ویژه در اواخر آن افزایش چشمگیری یافت. این افزایش تحت تأثیر تغییرات فرهنگی جامعه بود که بر برابری جنسیتی تأکید داشت.
در دنیای امروز شاید هیچ رشته ورزشی که زنان در آن مشارکت نورزند یا آن که ورزش ویژه‌ای برای زنان تلقی شوند یافت نگردد، اما میزان این مشارکت در هر رشته ورزشی و هر کشور متفاوت است.
فرهنگ یا قوانین برخی از کشورها (بیشتر کشورهای اسلامی) محدودیتهایی را برای حضور زنان در بعضی از رشته‌ها به همراه دارد و نیز میزان مشارکت و علاقه آنان در برخی از رشته‌های ورزشی مانند بوکس، کشتی، وزنه‌برداری و انواع فوتبال بسیار کمتر از همبازیان مرد خود است. در مقابل در تعدادی از ورزش‌ها مانند تنیس، ژیمناستیک، پاتیناژ نمایشی و والیبال ساحلی ورزشکاران زن اهمیت بیشتر یا حداقل برابری با همتایان مرد خود یافته‌اند. تعداد دیگری از رشته‌های ورزشی نیز مانند نت‌بال و سافت‌بال به ورزش‌هایی زنانه معروف شده‌اند.

## ورزش همگانی

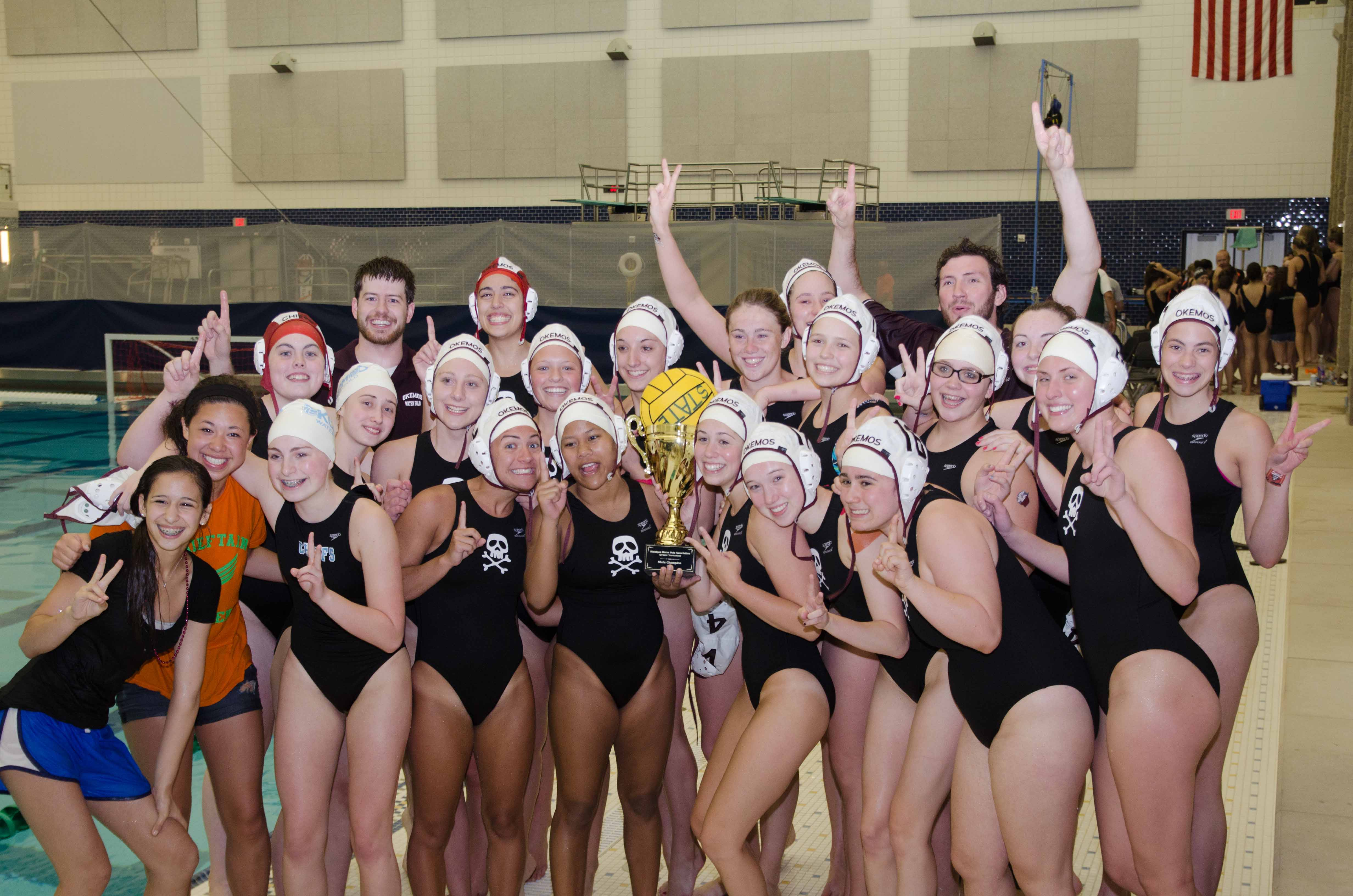
شناگران یک تیم دبیرستانی در آمریکا.

به‌طور کلی ورزش در دو بُعد حرفه‌ای و عمومی بررسی می‌شود. ورزش حرفه‌ای به مسابقات رسمی و شغل ورزشکاری برمی‌گردد ولی ورزش عمومی مربوط به انجام تمرینات ورزشی توسط تمام افراد جامعه و سلامتی عمومی افراد است و حداقل روزانه ۳۰ دقیقه و ۵ روز در هفته توصیه می‌شود.
از این نظر ورزش و انجام تمرین‌های ورزشی در میان زنان جایگاه بسیار پایینی دارد. به عنوان مثال، طبق تحقیقات «فدراسیون ورزش و آمادگی جسمانی زنان» (WSFF)، بریتانیا با بحران آمادگی جسمانی و ورزش زنان مواجه است و فقط یک پنجم (۲۰ درصد) از زنان برای تندرستی خود به تمرینات ورزشی کافی می‌پردازند، در حالی که ۶۰ درصد زنان تصور می‌کنند تمرینات ورزشی کافی دارند.
سو تیبالز، مدیر اجرایی WSFF معتقد است به تصویر کشیدن زنان مدل و لاغر اندام در رسانه‌ها، باعث می‌شود زنان بیشتر به دنبال حفظ لاغری بروند تا تناسب و سلامتی جسمانی. همچنین بسیاری از زنان هنوز فکر می‌کنند ورزش، غیرزنانه است. به نقل از هفته‌نامه شیرزنان، ورزش زنان مسلمان بریتانیا از این هم کمتر است و فقط ۱۳٫۲ درصد این زنان به میزان کافی ورزش می‌کنند.

## تاریخ

### اسلام

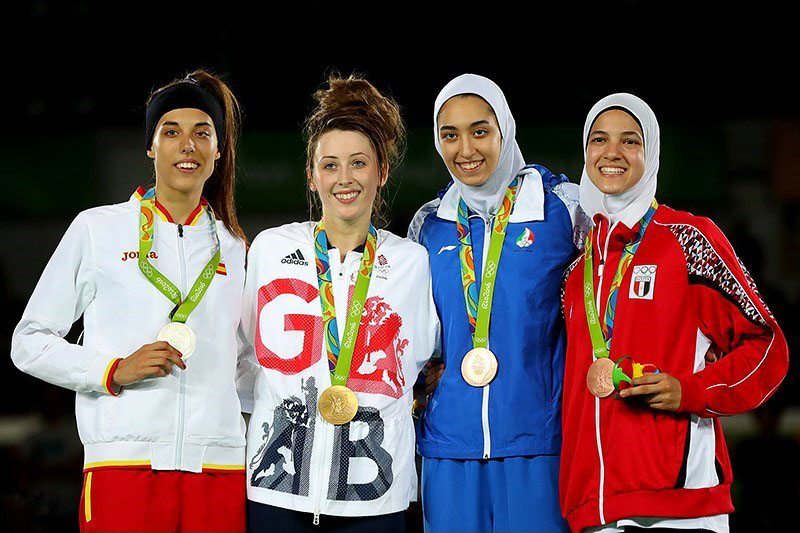
مدال داران از اسپانیا، بریتانیا، ایران و مصر در تکواندو

شرکت زنان مسلمان در ورزش حرفه‌ای به تدریج در حال افزایش است. برای مثال در المپیک تابستانی ۲۰۰۴ زنان ورزشکار کشورهای مسلمان عراق، افغانستان، بحرین، کویت و سومالی نیز حضور داشتند و از جمله حضور رقیه القیصر با پوشش اسلامی در رقابتهای دو ۱۰۰ متر مورد توجه رسانه‌های زیادی قرار گرفت.
همچنین صنعت پوشاک ورزشی در حال سرمایه‌گذاری و طراحی لباس‌های بهتر و مناسبتر برای زنان مسلمان است.
اما بعضی از این ورزشکاران در مصاحبه‌های غیررسمی از حجاب انتقاد می‌کنند.

### زنان ایران

عکسی از تیم ملی دو و میدانی زنان ایران در سال ۱۳۱۹

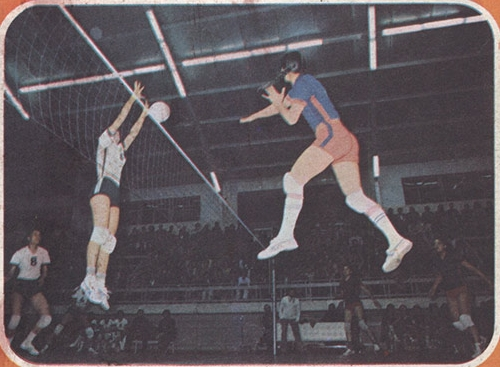
صحنه ای از بازی پاس برابر تاج. آخرین بازی از جام قهرمانی باشگاه‌های تهران ۱۳۵۳.

تیم ملی والیبال، دقایقی پیش از دریافت نخستین مدال تاریخ ورزش بانوان ایران. دوشنبه ۲۸ آذر ماه ۱۳۴۵ در تالار سرپوشیده بانکوک. بانوان شایسته به ترتیب از راست: لیلی امامی، عذرا ملک، ژاله سید هادی‌زاده، پری فردی، مینا فتحی، روحی پند نواز، نسرین شکوفی، مهری خرازی و ماری تت (کاپیتان)

تیم بسکتبال بانوان ارمنی‌های جلفای اصفهان در سال ۱۳۰۲خورشیدی

ورود زنان به عرصه ورزش در ایران، به تلاش‌های وسیعی که در دوران سلطنت دودمان پهلوی انجام شد، بازمی‌گردد.
زنان ورزشکار ایرانی در رشته‌های مختلفی فعالیت می‌کنند و مدال‌های جهانی کسب کرده‌اند، مانند اتومبیل‌رانی (که مشترک با مردان است)، تنیس، تیراندازی، والیبال، فوتبال، بسکتبال، دو و میدانی، انواع ورزش‌های رزمی و…
بعضی از ورزشکاران زن ایرانی بسیار مشهور هستند مانند:
- ارغوان رضائی قهرمان تنیس ایرانی‌الاصل که هم‌اکنون در فرانسه بازی می‌کند.[۷] او به «ملکه تنیس ایران» معروف است.[۸]
- یاسمین سعادت، اولین زن تنیسور ایرانی با حجاب اسلامی در مسابقات بین‌المللی.[۹]
- لاله صدیق قهرمان اتومبیل‌رانی مشترک زنان و مردان در ایران[۱۰] که ادعا شده است در آخرین مسابقه‌اش تقلب نموده است.[۱۱] او به «شوماخر ایرانی» معروف است.

در بازی‌های آسیایی ۱۹۷۴ تهران، مهوش شفاعی، گیتی محبان، ژیلا الماسی، مریم شریعت‌زاده و مریم آچاک تیم تیم شمشیربازی زنان ایران را تشکیل می‌دادند. این تیم توانست اولین مدال طلای ورزش زنان ایران در مسابقه‌ای معتبر و بین‌المللی را کسب کنند. مهوش شفاعی در این مسابقات توانست افتخار کسب اولین مدال انفرادی ورزش زنان ایران در مسابقه‌ای معتبر و بین‌المللی را نیز کسب کنند.

کوهنوردی زنان ایران: اولین صعود زنان در سال ۱۳۱۵ به همت ملوک تیموری به قصد قله توچال با ارتفاع ۳۹۳۳ متر انجام گرفت. در سال ۱۳۲۵ نخستین تشکیلات کوه‌نوردی زنان در باشگاه ورزشی دبیرستان دخترانه نوربخش، به سرپرستی خانم نوکیانی تشکیل شد. در سال ۱۳۲۶ اولین صعود زنان به قله دماوند با ارتفاع ۵۶۷۱ متر توسط فروغ ارشدی، بدری تاجبخش، فرخ کوهکن، عصمت قاضی و سوزان شریکر با موفقیت انجام گرفت.
عناوین ورزشکاران زن ایران در دوره‌های مختلف المپیک:
- المپیک ۱۹۶۴ توکیو اولین المپیکی بود که زنان ایرانی در آن حاضر بودند. در این رقابت‌ها رشته دو و میدانی نازلی بیات ماکو در پرش ارتفاع، ژولیت گفرکف در پرتاب دیسک و سیمین صفامهر در دو ۱۰۰ متر و پرش طول نماینده داشت و در رشته ژیمناستیک هم جمیله سروری حضور داشت.
- المپیک ۱۹۷۶ مونترال ژیلا الماسی، گیتی محبان و مهوش صفایی شمشیربازان راه یافته به این رقابتها بودند. این درحالی است که در بخش تیمی شمشیربازی هم گیتی محبان، ژیلا الماسی، مهوش صفایی و مریم آچاک با حریفان خود مبارزه کردند.
- لیدا فریمان در سال ۱۹۹۶ آتلانتا اولین تیرانداز المپیکی ایران بود که در رشته تفنگ ۱۰ متر بادی حضور داشت و توانست رنکینگ ۴۷ را به دست بیاورد.
- المپیک ۲۰۰۰ سیدنی هم منیژه کاظمی در رشته تپانچه ۱۰ متر بادی تیر حضور داشت.
- در المپیک ۲۰۰۴ آتن نسیم حسن پور در ۱۰متر تپانچه بادی نماینده ایران بود.
- سال ۲۰۰۸، المپیک پکن نجمه آبتین در تیروکمان، هما حسینی در قایقرانی که پرچمدار کاروان ایران دراین رقابت‌ها هم بود و سارا خوش جمال فکری در وزن منفی ۴۹ تکواندو نماینده ورزش بانوان ایران بودند.
- در المپیک ۲۰۱۲ بانوان ورزشکار ایران بدون وایلد کارت و با کسب سهمیه مستقیم به المپیک لندن رسیده‌اند که زهرا دهقان در تیر و کمان، لیلا رجبی در دو و میدانی، آرزو حکیمی و سولماز عباسی در قایقرانی، مه‌لقا جام بزرگ و الهه احمدی در تیراندازی، ندا شهسواری در پینگ پنگ و سوسن حاجی‌پور در تکواندو نماینده بانوان ایران در این مسابقات بودند.
- در المپیک ۲۰۱۶ نخستین بانوی ایرانی که در المپیک مدال گرفت کیمیا علیزاده بود که در المپیک ریو که در وزن ۵۷ کیلوگرم تکواندو برنز گرفت. وی همچنین با کسب این مدال در سن ۱۸ سالگی، عنوان جوان‌ترین مدال آور ورزش ایران در تاریخ المپیک را نیز در اختیار دارد
- در المپیک ۲۰۲۴ پاریس ناهید کیانی در وزن ۵۷ کیلوگرم به مدال نقره دست یافت، مبینا نعمت‌زاده در رشته تکواندو در وزن ۴۹ کیلوگرم مدال برنز را کسب کرد
- در مسابقات پارالمپیک ۲۰۲۴ پاریس نیز ساره جوانمردی در رشته تپانچه بادی به مدال طلا دست یافت؛ فاطمه همتی در رشته پاروتیرکمان کامپوند انفرادی مدال نقره، هاجر صفر زاده در رشته دو ۴۰۰ متر T12 مدال نقره، پرستو حبیبی در رشته پرتاب کلاب F32 مدال نقره، و زهرا حبیبی در رشته پاروتکواندو وزن منفی ۵۲ کیلوگرم به مدال نقره دست یافت؛ همچنین تیم پارو تیکرو کمان میکس کامپوند با ترکیب فاطمه همتی و هادی نوری نیز مدال نقره دست یافت؛ الهام صابری در رشته پرتاب نیزه F54 نیز موفق به کسب مدال برنز شد.

### موانعِ ورزشِ زنان در ایران
ازجملهٔ این موانع می‌توان به مواردِ زیر اشاره کرد:
1. موانع فرهنگی و دینی: همچون ترس از آسیب رسیدن به ارزش‌های فرهنگی و دینی و عدم اعتمادبه‌نفس، تصور کمبودِ وقت برای بانوان، نداشتنِ انگیزه‌های لازم و خجالتی بودن.
2. موانع اجتماعی: همچون ضعف در اطلاع‌رسانی، پیش‌بینی نکردنِ برنامه‌های مفرح، بی‌توجهیِ برخی مسئولان و کمبودِ الگوهای موفق.
3. موانع خانوادگی: از جمله مخالفتِ والدین یا همسر، ترسِ والدین از اُفتِ تحصیلی فرزندان و آشنا نبودنِ اعضای خانواده با ورزش.
4. نبود یا کمبودِ امکانات: همچون دسترسی نداشتنِ آسان و سریع به امکانات و نامناسب بودنِ وقتِ اماکن ورزشی برای بانوان.

## ورزش معلولان (پارالمپیک)
یکی از دستاوردهای پیروزی جمهوری اسلامی ایران، پیشرفت چشمگیر در حوزهٔ ورزش است. که باعث شده ایران در سطح آسیایی و جهانی در پارالمپیک بدرخشد. ورزش بانوان معلول ایران از سال ۱۳۶۵ با تأسیس انجمن ورزش‌های معلولان و نابینایان و با هدف افزایش تواناییهای جسمانی، ایجاد نشاط و شادابی، افزایش تعاملات اجتماعی بانوان و در نهایت شناخت استعدادهای ورزش آغاز شد.رشد و توسعهٔ ورزش معلولان یکی از ابعادی است که دارای اهمیت است و حمایت‌هایی ویژه از سوی مسئولان کشور باعث حل بسیاری از مشکلات و رفع کمبودها شده است.اما نبود بودجه کافی یکی از موانع توسعه ورزش بانوان معلول است.حدود ۴ هزار نفر ورزشکار معلول زن در رشته‌های والیبال نشسته، تیراندازی، تنیس روی میز، دو و میدانی، و … در کشور در حال فعالیت هستند. طبق آمار بهزیستی حدود ۱۱ میلیون نفر معلول در کشور وجود دارد که تقریباً نیمی از این تعداد را زنان تشکیل می‌دهند که معلولیت تمام ابعاد زندگی آنها اعم از تحصیل، شغل و ازدواج را تحت‌تأثیر قرار می‌دهد؛ به‌گونه‌ای که مشاهده می‌شود که وضعیت روحی معلولان به شدت افت می‌کند و دچار انزوا و گوشه‌گیری می‌شوند. در این میان، ورزش می‌تواند بر کاهش مشکلات فردی و اجتماعی این زنان و بهبود شرایط روحی و جسمی آنها اثرگذار باشد

### زنان ایران
در حال حاضر ورزش معلولان در ایران برای مردان ۱۹ رشته ورزشی دارد که از این میان، زنان با وجود اینکه مشکل پوشش و حجاب ندارند، تنها در دو رشته تیراندازی و والیبال نشسته امکان شرکت کردن دارند. در پارالمپیک بارسلونا ۱۹۹۲ سه بانوی ایران برای اولین بار در تاریخ پارالمپیک راهی این بازی‌ها شدند. مهناز کاظمی، منصوره اسوادی و سارا عزیزی بانوانی بودند که در تنیس روی میز المپیکی شدند.

## نگارخانه

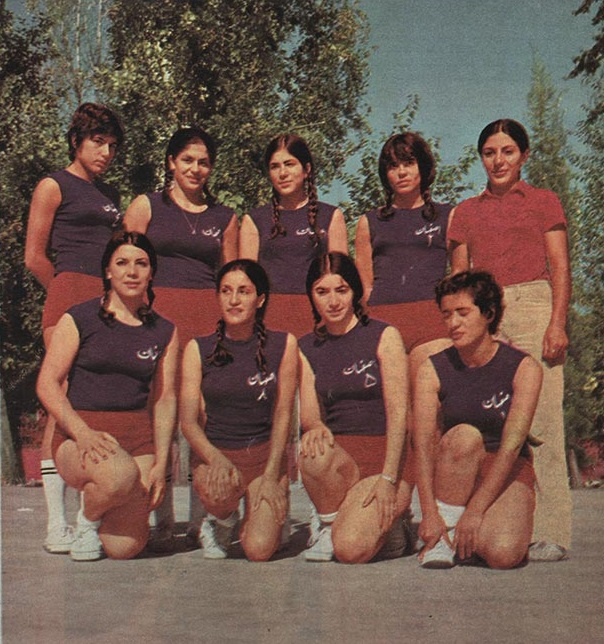
تیم والیبال دختران اصفهان
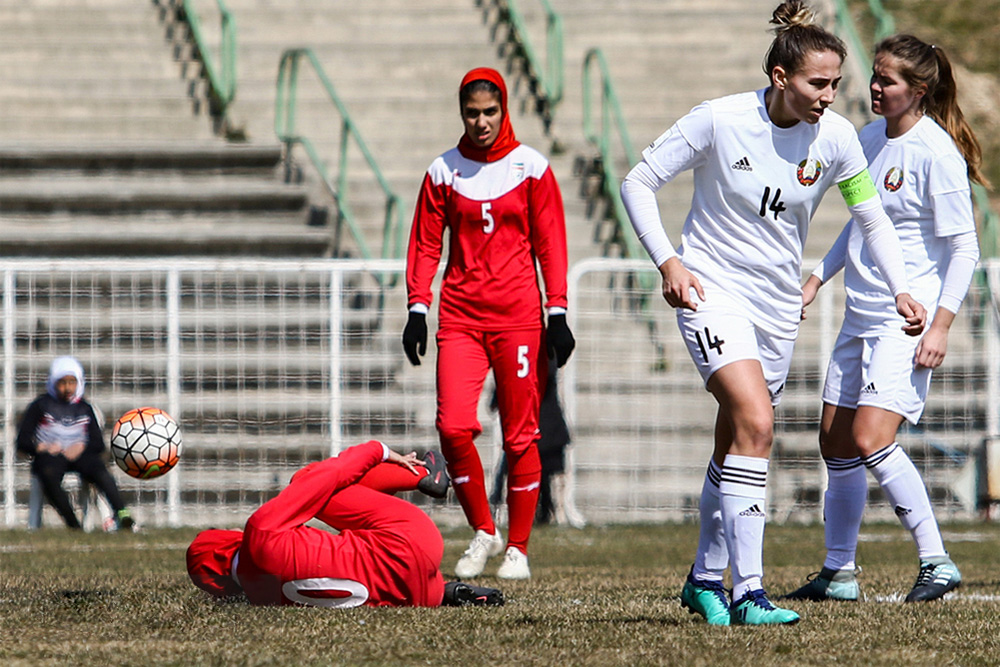
بازی تیم‌های ملی فوتبال زنان بلاروس و ایران
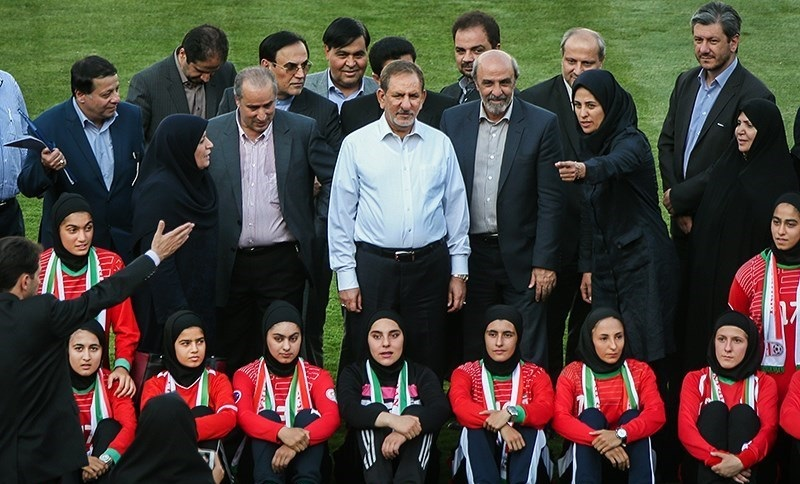
اسحاق جهانگیری بالای سر زنان ورزشکار
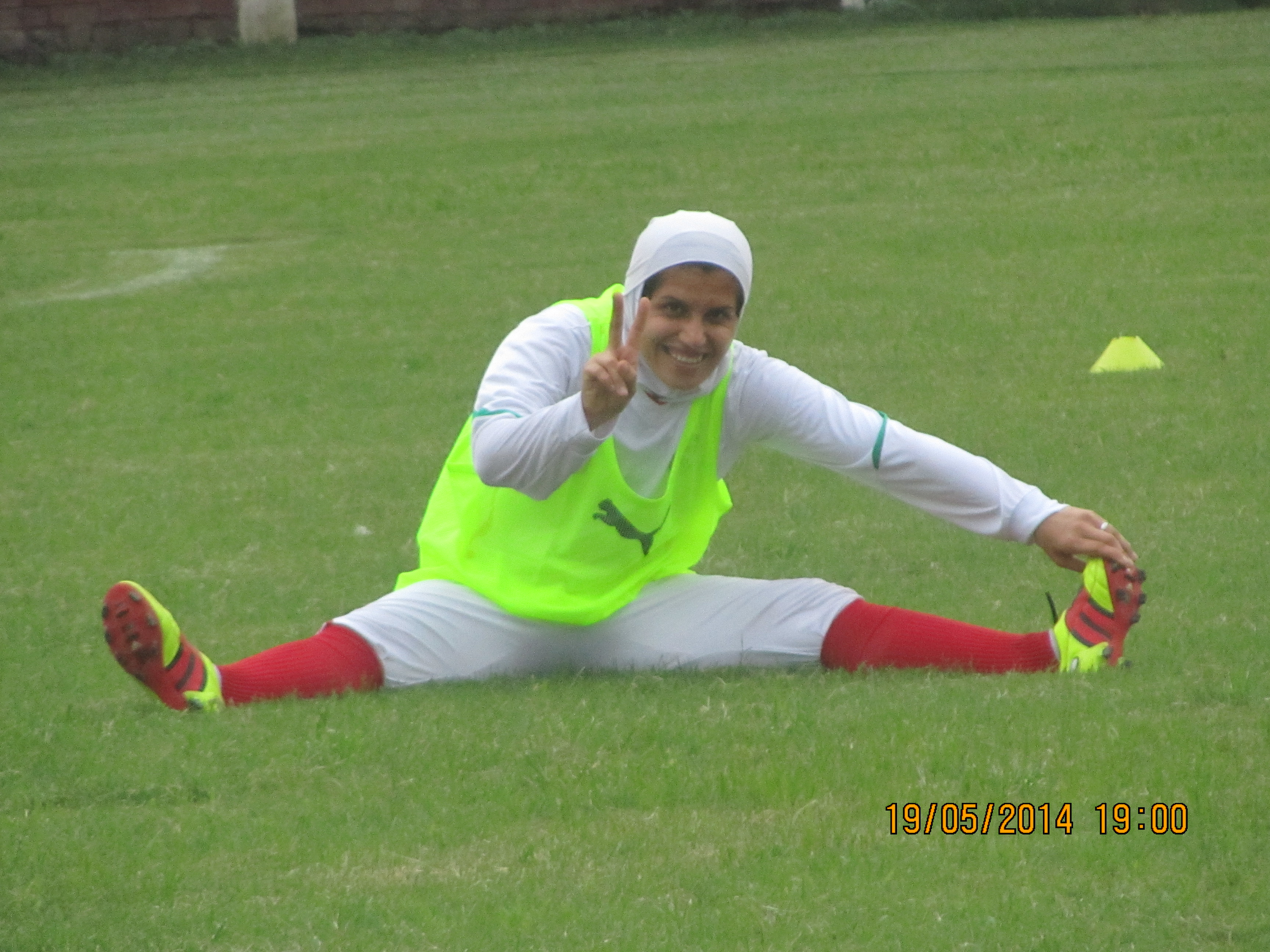
وحیده ایثاری درحال نرمش